# Lochow (Möckern)
Lochow ist eine Siedlung von Möckern im Landkreis Jerichower Land in Sachsen-Anhalt.

## Geografie
Die kleine Siedlung liegt knapp drei Kilometer östlich von Möckern im Landschaftsschutzgebiet Möckern-Magdeburgerforth. Die südlich der Wohnbebauung liegenden ausgedehnten Teiche gehören zum Wassereinzugsgebiet von Ehle und Blauspringe. Die gesamte Gemarkung ist Teil der westlichen Fläminghochfläche, einer Heide- bzw. magerrasenreichen Waldlandschaft und gehört zum Einzugsgebiet der Elbe.

## Wirtschaft und Infrastruktur

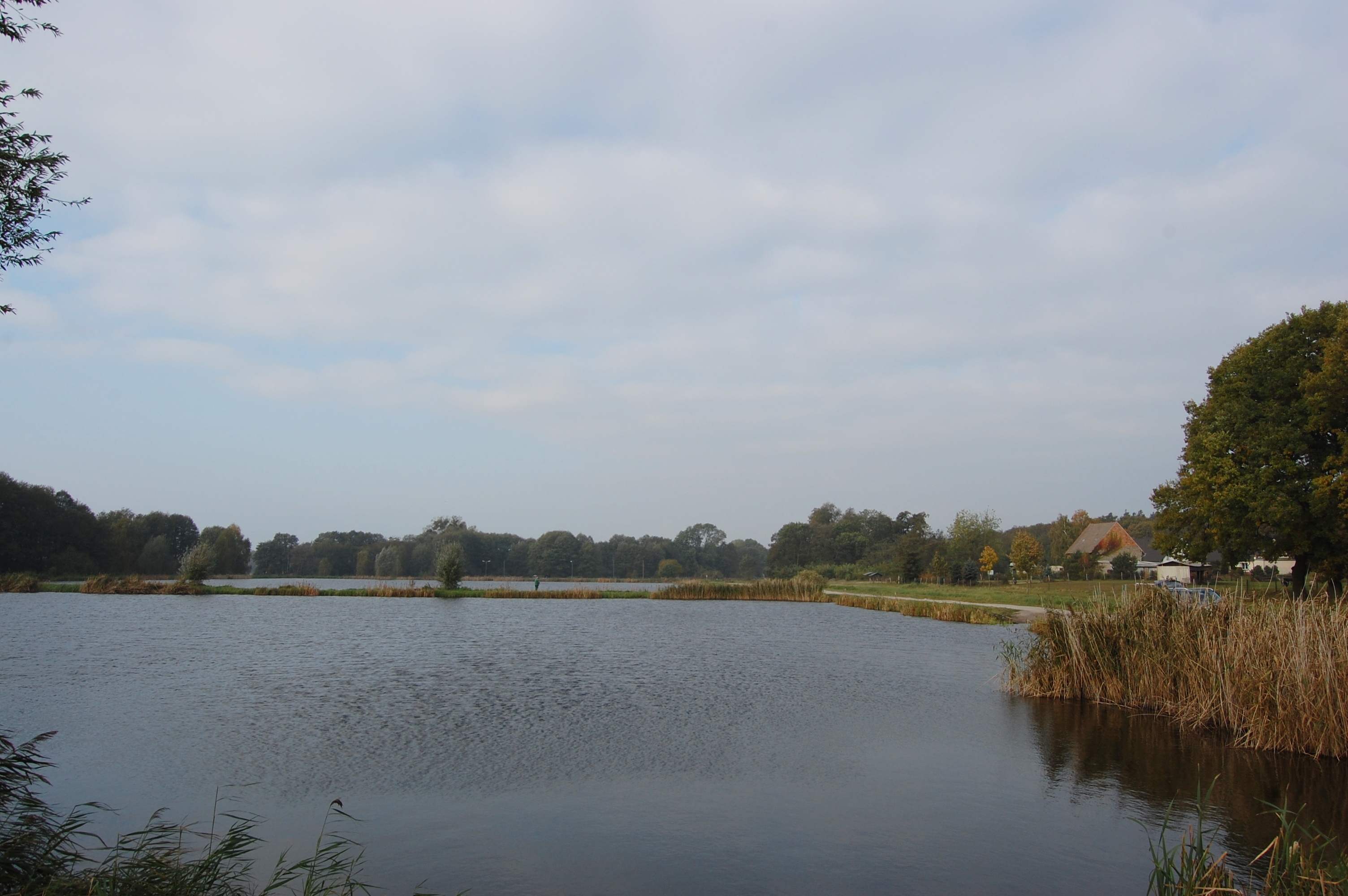
Fischteich

Bedeutung hat insbesondere die Teichwirtschaft. Bereits seit dem Mittelalter werden in Lochow Fischteiche bewirtschaftet. In den 1980er Jahren wurden die Teiche rekonstruiert und ausgebaut. Derzeit (Stand 2011) werden sie vom Fischereibetrieb Klaus Lübbe betrieben.
Nördlich der Ortslage bestand ein Militärobjekt. Diese Anlage wurde zum Landeskrankenhaus für Forensische Psychiatrie Uchtspringe Außenstelle Lochow umgebaut. Die so entstandene neue Maßregelvollzugsklinik wurde im Mai 2006 eröffnet und umfasst 80 Plätze.
Zu Erreichen ist der Ort über einen nördlich von hier gelegenen Abzweig an der von Möckern nach Hohenziatz verlaufenden Kreisstraße 1230.